# Martin Solhaug Hansen
Martin Solhaug Hansen, né le 11 mai 2003, est un coureur cycliste norvégien.

## Palmarès et résultats

### Par année
- 2023
  - Classement général de l'Okolo Jižních Čech
- 2024
  - 3e du championnat de Norvège sur route espoirs
- 2025
  - 2e de la Clásica Ciudad de Torredonjimeno
  - 2e du Mémorial Ángel Lozano
  - 2e du Mémorial Valenciaga

### Classements mondiaux
| Année                                 | 2022  | 2023  | 2024  |
| ------------------------------------- | ----- | ----- | ----- |
| Classement mondial                    | 1440e | 1245e | 1338e |
| UCI Europe Tour                       | 979e  | nc    | nc    |
|                                       |       |       |       |
| Légende : nc = non classéSource : UCI |       |       |       |